# Consuelo Escobar
Consuelo Escobar (San Luis Potosí, 19 de novembro de 1887 -  30 de outubro de 1967) foi uma cantora soprano, docente e empresária mexicana.

## Trajetória
Estudou no Conservatório Nacional de Música, teve como maestro de canto a Antonia Ochoa. Após a sua graduação marchou a Itália, onde foi aluna do maestro Cottone.
Depois do seu regresso ao México, em 1910, estreia no Teatro Arbeu na estreia mundial da ópera mexicana Nicolás Bravo, com libreto de Ignacio Marechal, secretário de Relações Exteriores do gabinete porfirista, e música de Rafael J. Tello, interpretando a Maria. Com dito compositor participou na Companhia de Ópera Popular (1915) e por aquela época integrou-se ao quadro lírico da Companhia de Apoio da Ópera de José Pierson, com a que cantou diversas temporadas nos teatros Íris, Arbeu, Politeama e Nacional. Tempo depois, foi contratada pela San Carlo Opera Company e a Ravigna Park de Chicago, com quem realizou voltas pelos Estados Unidos em lugares como Texas e Nova Iorque, atuando ao lado de figuras como Tita Ruffo e Rosa Raisa.
Nos primeiros anos da década de 1920 criou a sua própria companhia de ópera, Companhia Consolo Escobar, com a que se apresentou numerosas ocasiões no país e na qual participaram seu esposo Carlos Castro, tenor, e sua irmã, a soprano María Luisa Escobar de Rocabruna. Época na que realizaram gravações nos Estados Unidos na empresa Edison.
Seu repertório abarcou personagens das óperas Carmen, Dinorah, Dom Pasquale, Il barbiere di Siviglia, L'elisir d'amore, La sonnambula, La traviata, Les contes d'Hoffmann, Les pêcheurs de perles, Lucia di Lammermoor e Rigoletto. Sua última atuação registada foi no ano 1932 no Teatro Esperança Íris (atualmente Teatro da Cidade) onde cantou Il barbiere di Siviglia.
Nos últimos anos da sua vida dedicou-os à docência. Foi maestra de bel-canto em CNM e fez parte do corpo de redatores da revista Cultural Musical do mesmo conservatório. Seus artigos académicos tratam sobre pedagogia musical, técnica vogal, críticas de apresentações de óperas, e outras temáticas relacionadas com a sua que fazer musical. Entre seus discípulos encontra-se a cantora Evangelina Magaña.